# Matúš Štoček
Matúš Štoček, né le 12 mars 1999 à Veľké Rovné, est un coureur cycliste slovaque. Il évolue au sein de  l'équipe ATT Investments.

## Palmarès et classements sur route

### Palmarès par année
- 2015
  -  Médaillé d'argent de la course en ligne au Festival olympique de la jeunesse européenne
- 2016
  -  Champion de Slovaquie sur route juniors
  -  Champion de Slovaquie du contre-la-montre juniors
  - 3e étape du Trofeo Karlsberg
- 2017
  -  Champion de Slovaquie sur route juniors
  -  Champion de Slovaquie du contre-la-montre juniors
- 2018
  -  Champion de Slovaquie sur route espoirs
  -  Champion de Slovaquie du contre-la-montre espoirs
- 2021
  - 2e du championnat de Slovaquie sur route
- 2022
  - 3e du Mémorial Philippe Van Coningsloo
  - 3e du championnat de Slovaquie sur route
  - 3e de la Course de Solidarność et des champions olympiques
- 2023
  -  Champion de Slovaquie sur route
  -  Champion de Slovaquie du contre-la-montre

### Classements mondiaux
| Année                                 | 2018  | 2019  | 2020 | 2021 | 2022 | 2023 | 2024  |
| ------------------------------------- | ----- | ----- | ---- | ---- | ---- | ---- | ----- |
| Classement mondial                    | 1075e | 1579e | 870e | 563e | 458e | 371e | 2063e |
| UCI Europe Tour                       | 674e  | 1046e | 690e | 450e | 364e | nc   | nc    |
|                                       |       |       |      |      |      |      |       |
| Légende : nc = non classéSource : UCI |       |       |      |      |      |      |       |

## Palmarès sur piste
- 2018
  -  Champion de Slovaquie de course aux points
  - 2e du championnat de Slovaquie de poursuite
  - 3e du championnat de Slovaquie de l'omnium